# Rheobates pseudopalmatus
Rheobates pseudopalmatus är en groddjursart som först beskrevs av Juan A. Rivero och Marco Antonio Serna 2000.  Rheobates pseudopalmatus ingår i släktet Rheobates och familjen Aromobatidae. IUCN kategoriserar arten globalt som otillräckligt studerad. Inga underarter finns listade i Catalogue of Life.